# Piñel de Abajo
Piñel de Abajo – gmina w Hiszpanii, w prowincji Valladolid, w Kastylii i León, o powierzchni 21,27 km². W 2011 roku gmina liczyła 198 mieszkańców.